# 希望回復作戦
希望回復作戦（きぼうかいふくさくせん、英語: Operation Restore Hope）は、ソマリア内戦におけるアメリカ軍による人道的介入作戦である。統一任務部隊と呼ばれる多国籍軍によって作戦が遂行され、20か国が作戦に参加、このうちアメリカ軍が兵力の75パーセントを占めた。
1992年12月9日に作戦が開始され、1993年5月4日に第二次国際連合ソマリア活動（United Nations Operation in Somalia II、略称：UNOSOM II）に引き継いで作戦が終了した。
作戦の主たる目的は飢餓民の食糧配給ルートを確保することである。作戦の開始からおよそ3週間で飢餓状態が最も深刻なバイドアに達し、ここを拠点としてソマリア各地への供給ルートが確保された。

## 経緯

### 国連安保理による決議まで
ソマリアにおいては1991年のバーレ政権崩壊以降、暫定政府を樹立した統一ソマリ会議が分裂したことを契機に無政府状態となっており、武装組織による戦闘が首都モガディシュを中心として中南部で展開されていた。政治抗争に加え、犯罪行為が横行して無秩序状態に陥っており、1日に3,000人が餓死する状況であり、暴力と飢餓が広がっていた。
1992年1月に国際連合安全保障理事会がはじめてソマリア問題を議題として扱うと、4月に安保理決議751によって第一次国際連合ソマリア活動（United Nations Operation in Somalia I、略称：UNOSOM I）の創設が決定され、国際連合平和維持活動（United Nations Peacekeeping Operations、略称：PKO）が行われた。国連による介入で緊急の食糧援助が行われるが、盗賊によって供給が遮断され、援助の2割ほどしか食糧が飢餓民にわたらなかった。ソマリアで多数の死者が出た背景は物資不足ではなく、物資が届かなかったことにあった。
1992年6月にはアメリカ国務省によって650万人の人口のうち450万人が餓死の危機に瀕しているとの報告があり、上下院が父ブッシュ政権に対して積極的な行動を要請した。7月にブッシュ政権はソマリア問題に取り組む方針を固め、8月18日に救援支援作戦の実行が決定した。救援支援作戦は妨害を受けることなく進行し、1993年2月までの間に2万8000トンの物資が空輸された。
国連によるUNOSOM Iとアメリカによる救援支援作戦の実行にもかかわらず、ソマリアでは毎日1,000～2,000人が死亡、子どもの4分の1が既に死亡し、80万人以上の難民が発生していた。アメリカ国内では、母乳が出なくなった母親の乳をしゃぶりながら餓死する映像などがテレビで放映され、人道支援の気運が国民の間で醸成されていく。ソマリアへの人道的介入に関して、アメリカ国民の75パーセントが賛成、反対はわずか15パーセントであった。1992年11月25日にブッシュ大統領は大規模な軍事介入を決断、 12月3日の安保理決議794によってアメリカ軍が主導する統一任務部隊（Unified Task Force 、略称：UNITAF）に武力行使の権限が与えられた。
統一任務部隊の任務は「人道救援活動にとって安全な環境を確立すること」であり、武力行使は救援活動に必要とされる場合に限られた。

### 作戦の遂行

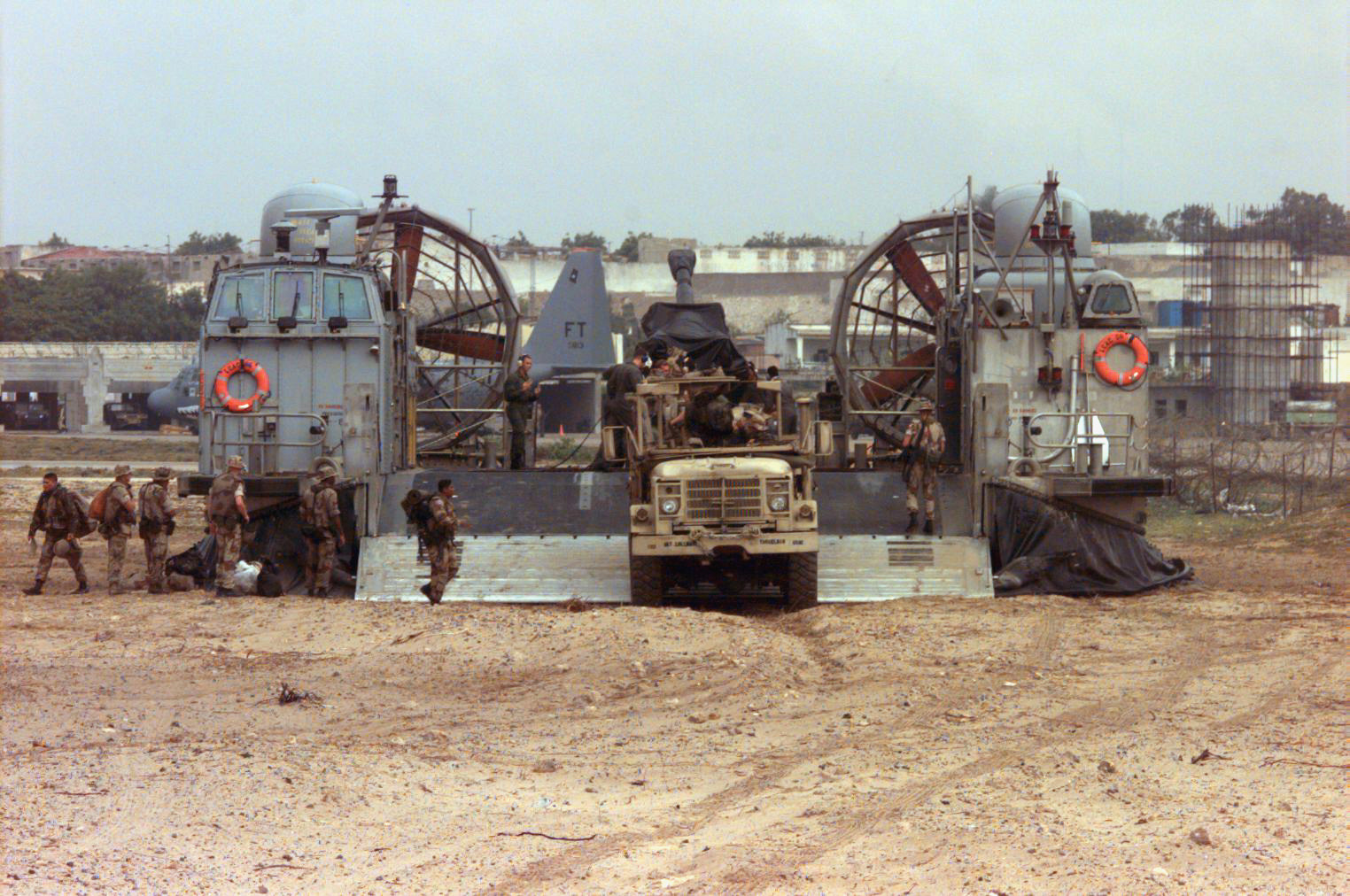
モガディシュ空港でのLCAC-1級エア・クッション型揚陸艇

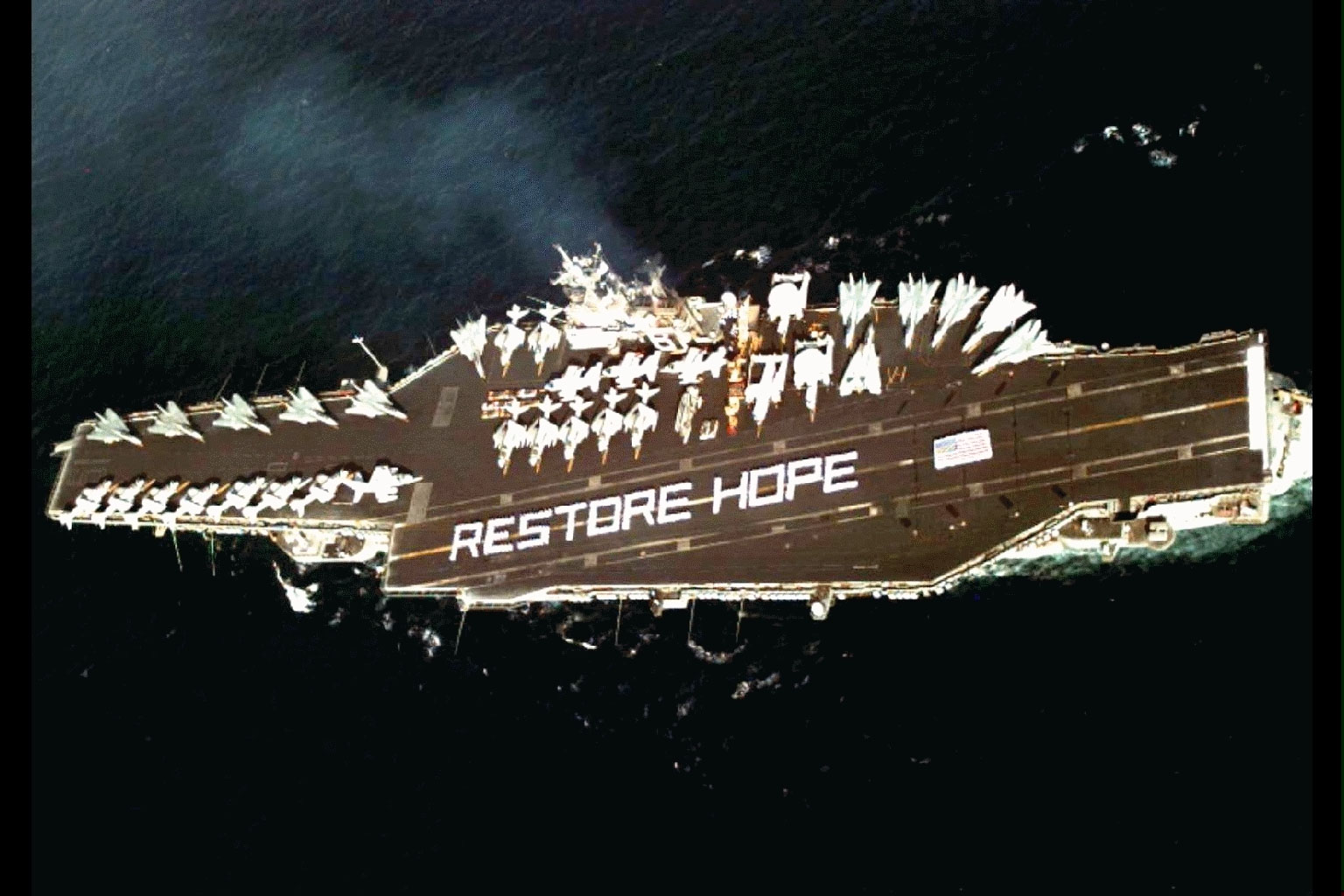
甲板に「希望回復作戦」と書かれた参加部隊

1992年12月9日、午前0時20分に約1,300人のアメリカ海軍の特殊部隊SEALsが首都モガディシュ南部の海岸に海中から姿を現す。4時30分に3隻の揚陸艦からLCAC-1級エア・クッション型揚陸艇、AAV7水陸両用装甲兵員輸送車が一気に海岸を突破して上陸、希望回復作戦が開始された。アメリカ軍の上陸を契機に20か国が統一任務部隊としてソマリアに部隊を送り、兵力は3万8000人にのぼった｡統一任務部隊の司令官にはアメリカ海兵隊のロバート・B・ジョンソン中将が任命された。
作戦は以下の4段階からなる。
1. 首都モガディシュの空港・港を海兵隊が制圧。さらにバルドーグル空港、バイドアを制圧し陸軍部隊の受け入れ態勢を整える。
2. 海兵隊、陸軍の主力部隊を2つの空港で引き受け、オドール、ベレトウェイン、ジャララクシ（英語版）を確保する。
3. 作戦を南部に展開し、キスマヨの港湾とバルデラの空港を制圧、中南部の救援環境を確保・整備する。
4. 作戦をPKOに引き継ぐ。

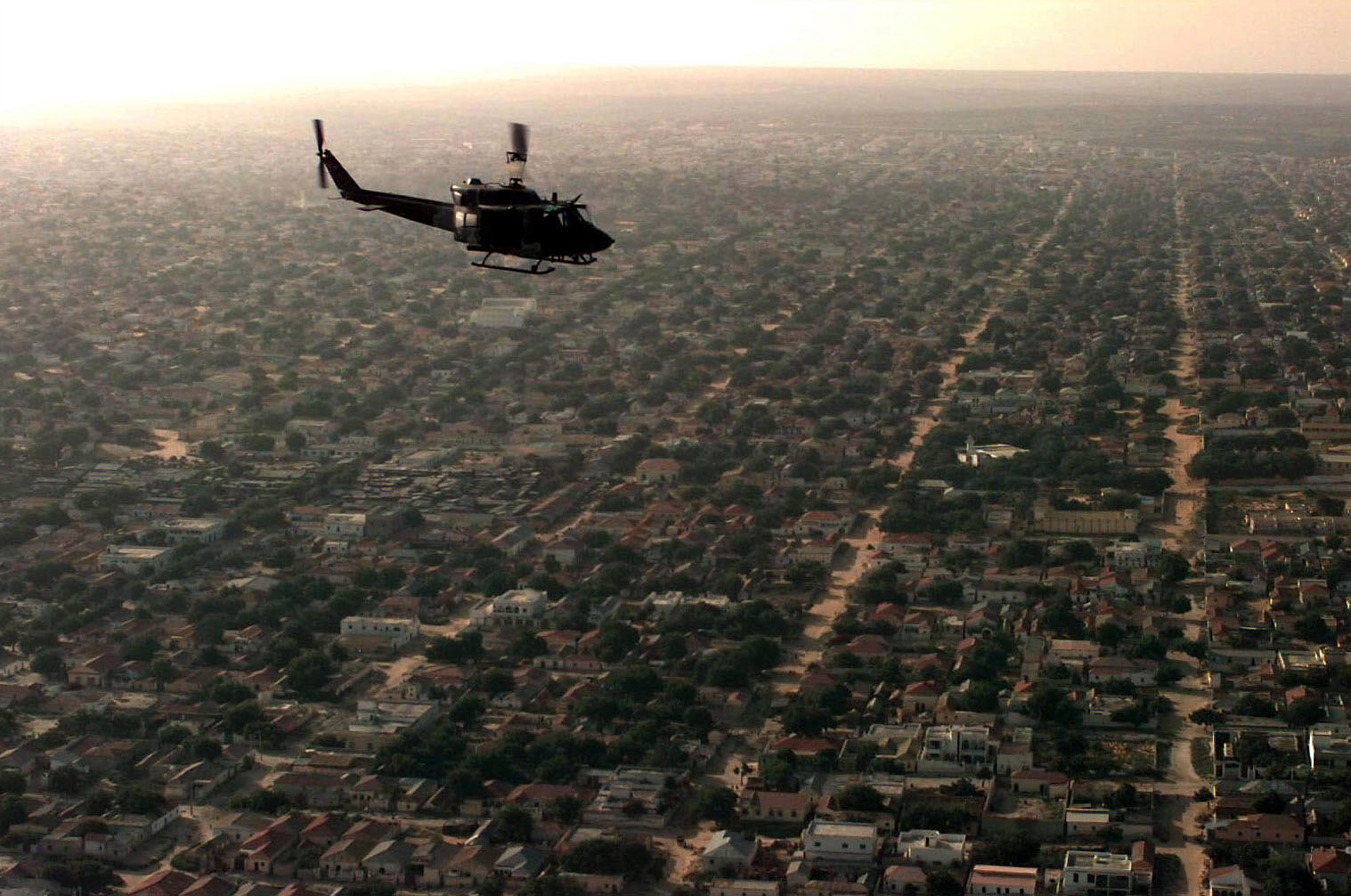
モガディシュ上空を飛行するアメリカ軍のヘリコプター（1992年）

12月9日の上陸とともにモガディシュの港と空港を管理下に置いた。12月16日にバルドーグルとバイドアの空港を確保、作戦の第一段階を完了する。12月28日には主要8地域を当初の計画より1か月早く制圧した。多国籍軍に引き続いて多数の非政府組織（Non-Governmental Organization’s、略称：NGO）がソマリア入りを果たし、人道救助活動が展開された。
1993年1月4日にエチオピアの首都アディスアベバで和平会議が開かれ、停戦や和平会議の開催で合意に達する。1月7日、8日、11日の3度にわたってアメリカ海兵隊が武器マーケットや武器庫などを襲撃し武器を押収する。1月12日に海兵隊員がモガディシュ空港近くで銃撃を受けて死亡し、初の死者が出る。1月15日にはアメリカ軍と武装勢力の間で大規模な銃撃戦が発生した。また同日、国連がソマリア全土に25,000人のPKOを派遣する構想を発表すると、国防総省が22,000人の部隊のうち海兵隊員850人を月内に撤退させると発表し、1月19日に展開中の部隊が撤退に入った。
1993年3月15日からアディスアベバで国民和解会議が開かれ、3月27日にアディスアベバ協定が結ばれるものの、武装組織の武装解除の見通しは立たなかった。
1993年4月末をもって作戦は終了、5月4日に指揮権がアメリカ軍から第二次国際連合ソマリア活動（UNOSOM II）に移譲され、救援作戦が引き継がれた。しかし、その頃から武装勢力による戦闘と略奪が本格的に再開し、ソマリア情勢は再び悪化に転じた。

## 現地の対応
希望回復作戦では現地の武装勢力から抵抗を受けることが少なかった。12月5日に統一ソマリ会議の幹部は兵士に対してアメリカ軍に攻撃しないように命じており、翌日にはアイディード派が安保理決議794に同意する意思を表明した。さらに翌7日にアメリカの特使ロバート・B・オークリーがアイディード、マフディとそれぞれ会談し、多国籍軍の活動を妨害しないとの合意を得た。それ以外にもオークリーは各武装勢力や地域の指導者と事前調整をしていており、当初、武装勢力の大部分が作戦を好意的に受け止めていたとされており、アイディード将軍は1992年12月27日の記者会見で「国連の介入には反対するが、アメリカ軍の進駐は歓迎する。」と語った。
なお、2月14日からモガディシュで数千人規模の反米暴動が勃発する。背景としては、アイディード派のジェス大佐が支配していたキスマヨに、バーレ前大統領の娘婿のモーガン将軍による武装組織が侵入した際に、アメリカ軍がアイディード派の武装解除を進める一方でバーレ前大統領派の武器を放置したことであり、「アメリカ軍は治安回復をしてくれる味方ではなく、敵対する外国軍」と捉えられたこととされる。

## 評価
希望回復作戦は一般的に成功したとされている。国連事務総長のブトロス・ブトロス＝ガーリは人道支援物資が以前より多くのソマリア人に届くようになったと肯定的な評価を下している。食糧不足が深刻であった南部一帯においても奥地まで供給網が確保され、主目的であった飢餓救済は一定の効果があった。特に飢餓が深刻だったバルデラでは1992年11月には1日あたり300人が死亡していたが、1993年2月には5人以下に抑えられた。
また、人道救援活動にあたるうえで安全な環境を構築する目的であったこの作戦において、統一任務部隊が武力行使に踏み切ったことは少なく、ひとつひとつの武力行使についてもおおむね成功していた。
UNISOMや救援支援作戦など以前の軍事行動と比較して大規模な部隊によって作戦が遂行されたが、任務が限定されていたことから「数百のトラックドライバーを送り込むこと以上であったが、和解と平和未満であった」との評価もある。
なお、希望回復作戦の成功に関わらず、後続の第二次国際連合ソマリア活動の失敗によってソマリア介入自体は「失敗」とのイメージが一般的となっている。